# فرانز بوركهارد
فرانز بوركهارد هو مصارع رياضي سويسري، ولد في 1931.

## وصلات خارجية
- فرانز بوركهارد على موقع أوليمبيديا (الإنجليزية)